# Dodelijke injectie

Gebruik van dodelijke injectie door de verschillende staten van de VS (2009). (blauw: nooit toegepast, groen: niet langer toegepast, bruin: enige executiemethode, oranje: ook andere executiemethoden)

Een dodelijke injectie is een injectie die de dood als beoogd gevolg heeft. De term is tegenwoordig vooral bekend als een manier om euthanasie en de doodstraf te voltrekken, hoewel de techniek die hiervoor tegenwoordig gebruikt wordt eigenlijk meer een dodelijk infuus is. De dodelijke injectie wordt verondersteld een humanere vorm van doodstraf te zijn dan bijvoorbeeld elektrocutie, fusillade, onthoofding en ophanging. Hierdoor groeide in de 20e eeuw het gebruik van de dodelijke injectie als wijze waarop de doodstraf wordt voltrokken.

## Geschiedenis
De Verenigde Staten was op 7 december 1982 de eerste natie die experimenteerde met een dodelijke injectie. Het concept was in 1888 voorgesteld door J. Mount Bleyer, maar werd door instanties niet goedgekeurd. In februari 1977 werd in Oklahoma het concept nieuw leven ingeblazen door dr. Stanley Deutsch. Texas was de eerste staat van de Verenigde Staten die dodelijke injectie toepaste. In hetzelfde jaar volgde Oklahoma. Sindsdien is dodelijke injectie de belangrijkste wijze van voltrekking van de doodstraf. Buiten de VS pasten China (1997), Guatemala (1998), de Filipijnen (1999) en Thailand (2004) de dodelijke injectie als doodstraf toe. In een aantal andere landen is dodelijke injectie volgens de wet toegestaan, maar nog nooit gebruikt. In 2006 is in de Filipijnen de doodstraf afgeschaft.
De eerste persoon die op deze manier stierf, was Charles Brooks, VS, 1982.

## Werking
De veroordeelde wordt vastgebonden aan een (metalen) bed. Dan wordt er in iedere arm een infuus met zoutoplossing ingebracht. De tweede dient als reserve voor het geval er iets mis gaat en het eerste infuus niet kan worden gebruikt.
Na het inbrengen van de infusen worden de gordijnen geopend, zodat de getuigen de executie kunnen bekijken. Als de directeur van de gevangenis geen telefoontje krijgt dat de executie op het laatste moment wordt afgelast, geeft deze het teken dat de executie kan beginnen. Er worden stelselmatig drie verschillende oplossingen ingespoten: eerst natriumthiopental, een narcosemiddel; daarna de stof pancuroniumbromide die de spieren verlamt waaronder de ademhalingsspieren; als laatste kaliumchloride dat een hartstilstand veroorzaakt. Tussen de verschillende oplossingen wordt een fysiologische zoutoplossing toegediend om het infuus schoon te spoelen en hiermee te voorkomen dat in het infuus door chemische reacties tussen de bestanddelen vaste stoffen ontstaan die het infuus kunnen blokkeren.
Het toedienen van een dodelijke injectie is door Fred A. Leuchter geautomatiseerd. Zijn machine wordt op de lichaamsomvang van de veroordeelde afgestemd. Leuchter stelde ook een comfortabele stoel als alternatief voor een bed voor en een televisie als afleiding van het gebeuren. Een aantal staten van de VS hebben deze machine gekocht.
Een opmerkelijk gegeven bij het toedienen van de dodelijke injectie is dat de arm van de veroordeelde met alcohol ontsmet wordt om infecties te voorkomen. Bij een doodstraf lijkt dit overbodig, maar er is altijd een kans dat op het allerlaatste moment besloten wordt om de doodstraf niet te voltrekken. Verder heeft het ontsmetten met alcohol het voordeel dat de bloedvaten beter zichtbaar worden waardoor de naald makkelijker (in de arm) geprikt kan worden.

## Dodelijke injectie humaan?
De dodelijke injectie wordt niet toegediend door medisch geschoold personeel, aangezien de ethische beroepscode van artsen en verpleegkundigen dit verbiedt. De World Medical Association had zich al op 29 september 1981 uitgesproken tegen enige andere betrokkenheid van artsen dan door het vaststellen van de dood nadat de staat de executie had voltrokken.
Het prikken van een infuus kan zeer lastig zijn, vooral bij veroordeelden die jarenlang verslaafd geweest zijn aan intraveneuze drugs, waarbij vaak alle oppervlakkige aders afgesloten geraakt zijn. Een aantal veroordeelden heeft het executerend personeel al zelf mee helpen zoeken naar een vat dat nog wel geschikt was.
Verder is de dosis van het anestheticum, waarmee de veroordeelde in narcose moet worden gebracht, vaak te laag. Dit kan mede veroorzaakt worden door de extreem angstige, hyperadrenerge staat waarin de veroordeelde zich bevindt en mogelijke tolerantie na jarenlang drugsgebruik. Strakke riemen, gebruikt om de veroordeelde te fixeren, kunnen de circulatie belemmeren en hiermee voorkomen dat het narcosemiddel de hersenen bereikt. 
Uit onderzoek is gebleken dat bij 21 van de 49 onderzochte gevallen (43%) de veroordeelde waarschijnlijk nog bij kennis was. Ze konden dit echter niet aangeven, vanwege de complete verlamming door de spierverslapper. Saillant detail: in 19 Amerikaanse staten, inclusief Texas, is het expliciet verboden spierverslappers te geven bij het inslapen van dieren, zodat een eventueel aanwezig bewustzijn kan worden herkend.
Het toedienen van het uiteindelijke euthanaticum, kaliumchloride, leidt niet alleen tot hartstilstand, maar ook tot heftige spierkrampen, een gevoel van verstikking en een ernstig branderig gevoel. Een aantal veroordeelden reageerde zeer heftig op de toegediende stoffen. Zo hapte tijdens een executie Robyn Lee Parks in 1992 bijna tien minuten naar adem voor hij stierf.
Een ander argument tegen de dodelijke injectie dat vaak wordt genoemd, is dat het hele proces veel tijd in beslag neemt. Een groot deel van deze tijd is de terdoodveroordeelde volledig bij bewustzijn en zich dus ook bewust van zijn of haar aanstaande dood.
Het Amerikaanse Hooggerechtshof oordeelde in Baze vs. Rees (2008) dat de dodelijke injectie niet in strijd is met de Grondwet. Zeven van de negen opperrechters waren het hiermee eens. Dat veroordeelden (een beetje) pijn voelen, betekent niet dat de dodelijke injectie in strijd is met het Achtste Amendement van de Grondwet. Nergens staat immers dat straffen geheel pijnloos moeten zijn.
Voorstanders van de doodstraf wijzen erop dat de terdoodveroordeelden er met een dodelijke injectie makkelijker vanaf komen dan hun slachtoffers.

## Alternatief
In februari 2006 oordeelde een rechter in Californië dat de dodelijke injectie in strijd was met het Achtste Amendement op de Grondwet dat wrede en ongebruikelijke straffen verbiedt. De reden was dat dat de eerste injectie de pijn mogelijk niet zou wegnemen, maar alleen zou maskeren. Om de dodelijke injectie toch humaan te maken, werden voor de eerstvolgende geplande executie (die van Michael Morales op 21 februari) twee anesthesisten aangezocht, die de veroordeelde in slaap moesten brengen voor de executie of tijdens de executie als bleek dat Morales pijn zou lijden. De anesthesisten weigerden echter op ethische gronden. Als alternatief werd daarom een andere injectie voorgesteld, waarbij de veroordeelde alleen een dodelijke overdosis van een slaapmiddel (barbituraat) zou krijgen en geen cocktail van middelen. Nadeel van deze alternatieve methode is dat het ongeveer drie kwartier duurt voordat de veroordeelde echt dood is.